# Annalisa Corrado
Annalisa Corrado (Civitavecchia, 8 settembre 1973) è un'ambientalista e politica italiana, dal 16 luglio 2024 europarlamentare per il Partito Democratico.

## Biografia
Diplomata al Liceo scientifico Ettore Majorana di Roma, ha conseguito la laurea in Ingegneria meccanica nel 2001 e il Dottorato in Energetica nel 2005, presso l'Università degli Studi di Roma "La Sapienza". 
Iscritta all'Ordine degli Ingegneri di Roma, ha iniziato la sua carriera nel 2000, concentrandosi sulla valutazione dell’impatto ambientale di prodotti e servizi nell'ambito dell'Economia circolare. Ha lavorato per il Ministero dell'Ambiente nella divisione per le energie rinnovabili e l'efficienza energetica.
Si dedica alla pianificazione strategica di azioni volte alla riduzione delle emissioni di gas serra e alla resilienza dei territori, in linea con gli Obiettivi di Sviluppo Sostenibile 2030 delle Nazioni Unite (SDGs 2030). È stata  responsabile di progetti innovativi presso AzzeroCO2 e delle attività tecniche dell'associazione Kyoto Club. È stata membro del comitato etico di Etica Sgr e dell'inspiration board del Laboratorio di Sostenibilità ed Economia Circolare dell'Università degli Studi di scienze gastronomiche di Pollenzo.

### Divulgazione ambientale
Ha co-ideato con Alessandro Gassmann il progetto #GreenHeroes dal quale è nata una rubrica su La Repubblica ed il libro Io e i Green Heroes, pubblicato da Edizioni Piemme nel 2022. 
Dal 2022 al 2023 ha collaborato con il programma televisivo di Rai 3 Geo, condotta da Sveva Sagramola e da Emanuele Biggi, fornendo approfondimenti tematici sull'Agenda ONU 2030 per lo Sviluppo Sostenibile. Ha partecipato in qualità di esperta di politiche climatiche e ambiente a diverse trasmissioni televisive, tra cui Unomattina, Rai News 24, TG1, L'aria che tira, Coffee Break, Agorà e a diverse trasmissioni radiofoniche, tra cui Caterpillar e Zapping, fornendo approfondimenti tematici sulle tematiche Green e sull'economia circolare. 

### Impegno sociale e attività politica
È stata la portavoce nazionale di Green Italia e membro del comitato scientifico di Possibile. In quota a tale partito, in occasione delle elezioni europee del 2019, si candida nella circoscrizione Italia centrale con Europa Verde, non risultando eletta a seguito del mancato raggiungimento del quorum della lista.
Si è fatta promotrice di due petizioni tramite la piattaforma Change.org: "#BastaAmianto" e "#StopClimateFake".
Alle elezioni primarie del Partito Democratico del 2023 annuncia pubblicamente il suo sostegno a Elly Schlein, deputata del PD ed ex vicepresidente della Regione Emilia-Romagna, che risulterà vincente con il 53,75% dei voti. Successivamente aderisce al Partito Democratico (PD), venendo nominata ad aprile 2023 responsabile con delega alla conversione ecologica, clima, green economy e agenda 2030 nella [[Partito Democratico (Italia)#Membri della segreteria nazionale[329][330]|segreteria nazionale]] guidata da Schlein.
Alle elezioni europee del 2024 viene candidata al Parlamento europeo, tra le liste del PD nella circoscrizione Italia nord-orientale, risultando eletta europarlamentare con 49.522 preferenze.

## Opere
- Le ragazze salveranno il mondo. Da Rachel Carson a Greta Thunberg: un secolo di lotta per la difesa dell'ambiente, Milano, People, 2020, ISBN 978-88-32-089165.
- Pensiamo verde, Milano, Piemme, 2023, ISBN 978-88-56-68969-3.
- Annalisa Corrado e Rossella Muroni, Nessi e connessi, Milano, Il Saggiatore, 2023, ISBN 978-88-42-83138-9.